# Emmanuel Barrois
Emmanuel Barrois, né le 9 mars 1964, est un créateur verrier travaillant dans les champs de l’architecture, du design et des arts plastiques.

## Parcours
Emmanuel Barrois grandit dans une famille où se côtoient aussi bien les mondes de l’entreprise, de l’université, de la culture. De 1986 à 1989, il s’engage dans l’aide humanitaire aux Caraïbes, en Afrique, en Asie. Puis, il réalise un temps des photographies pour la presse magazine. C’est la rencontre avec un maitre verrier qui oriente la suite de son parcours.
En 1990, il commence son travail de verrier par la technique du vitrail qu’il pratique dans des édifices historiques (cathédrales du Puy-en-Velay, de Clermont-Ferrand, de Saint-Jacques-de-Compostelle).
Se sentant très rapidement à l’étroit dans le secteur des Monuments historiques, il se rapproche des milieux de la création contemporaine. C’est à la suite d'une conversation avec l’architecte Claude Parent que son travail s’oriente vers cette nouvelle démarche.

## Principales distinctions
- 2013 :  Officier de l'ordre des Arts et des Lettres[2]
- 2012 : The Boston Society of Architects Design Award
- 2010 : Maitre dʼArt par le Ministre de la Culture et de la Communication[3]

## Principales réalisations récentes
- 2013 : Fonds régional d'art contemporain à Marseille avec l'architecte Kengo Kuma
- 2013 : « Le trouble dʼEugénie » pour la maison Guerlain
- 2013 : Musée Crozatier du Puy-en-Velay avec lʼarchitecte Laurent Baudouin
- 2012 : Projet Canopée les Halles de Paris avec lʼarchitecte Patrick Berger
- 2012 : Mémorial à lʼAbolition de lʼesclavage de Nantes avec lʼartiste Krzysztof Wodiczko
- 2011 : Common Art Project à Tokyo
- 2011 : Pavillon des vents à Pia Bompas
- 2010 : Fonds régional d'art contemporain à Clermont-Ferrand
- 2009 : Médiathèque de Auneau
- 2007 : Théâtre national de Montreuil avec lʼarchitecte Dominique Coulon
- 2006 : Centre Colbert à Châteauroux
- 2005 : Études pour lʼOpéra de Pékin avec lʼarchitecte Paul Andreu
- 2005 : Sculpture de verre à Limoges avec lʼartiste Tatiana Trouvé
- 2003 : Zénith dʼAuvergne à Clermont-Ferrand
- 2002 : Hôtel du département de la Haute-Loire avec lʼarchitecte JM Wilmotte